# 刑事の証明
『刑事の証明』（けいじのしょうめい）は、2008年から2015年までテレビ東京・BSジャパン共同制作で放送された刑事ドラマシリーズ。全9回。原作は森村誠一。主演は村上弘明。
放送枠は「水曜ミステリー9（第1期）」（第1作）、「水曜ミステリー9（第2期）」（第2作 - 第9作）。

## キャスト

### 警視庁捜査一課三係 広瀬班
広瀬和宏
演 - 村上弘明（高校生：福山翔大〈第3作〉）
班長。階級は警部。妻の晴香は病死しており、木目田由紀子は晴香の妹。
過去のとある事件がきっかけで所轄に在籍していたが、第1作の冒頭で着任。一匹狼気質であり、納得が行かないことがあれば警察上層部にも食って掛かるほどの正義感の塊。第1作に登場した異動辞令では「広瀬和弘」になっていた。
今井直紀
演 - 長江健次（第1作）、河内浩（第2作 - 第9作）
階級は巡査部長。
佐野雄二
演 - 頼三四郎（現：加藤頼）
階級は巡査長。
門倉涼子
演 - 安藤聡海（第3作 - 第9作）
階級は巡査長。学生時代は吹奏楽部（第9作）。
藤浪修
演 - 松澤一之（第9作）
主任。渡辺の後任として着任。

### 元広瀬班のメンバー
相羽葉子
演 - 高橋かおり（第1作・第2作）
階級は巡査長。
渋沢武
演 - 綿引勝彦（第1作 - 第4作）
主任。階級は警部補。同僚から「タケさん」と呼ばれている。第5作では定年退職している。
野々村肇
演 - 島英臣（第1作 - 第8作）
階級は巡査部長。
菊地誠一郎
演 - 志村史人（第1作 - 第8作）
階級は巡査長。
第1作のテロップや第4作のクレジットは「菊地」で、第2作のクレジットは「菊池」になっている。
渡辺勉
演 - 前田吟（第5作 - 第8作）
主任。階級は警部補。定年退職した渋沢の後任。同僚から「ベンさん」と呼ばれている。家族は妻・八重と娘・明子。

### 警視庁捜査一課
那須恵一
演 - 加藤剛
管理官。階級は警視。広瀬から河本伸介が殉職したのは那須のせいだと怨まれている。
大倉敏郎
演 - 大河内浩（第5作）、小沢和義（第6作 - 第8作）
課長。

### 警視庁鑑識課
磯部正昭
演 - 松崎賢吾（第5作）、蔵本康文（第6作・第9作）、齋藤隆介（第8作）
鑑識員。第8作は「磯部 昭正」になっている。

### 河本家
河本伸介
演 - 堀越大史（第1作 - 第3作・第5作）
元刑事。広瀬の警察学校の同期。過去の事故で殉職しており、その事件がきっかけで広瀬と那須の間に不和が生じた。
河本美奈代
演 - 筒井真理子
河本の妻。現代ジャーナルの記者（第1作・第2作・第4作・第6作 - ）の傍ら、那須に紹介してもらった翻訳の仕事も行っている。
河本慎一
演 - 竹内友哉（第1作・第2作・第4作）
河本と美奈代の息子。広瀬と河本が約束していた登山の約束を叶えるために山岳部に所属している。

### ゲスト
第1作「顔のない死体！クラブママが手に入れた1億円の謎!! 同級生殺人に浮かぶ影・10年後の目撃者!?」（2008年）
- 浦上敬一郎（新宿中央警察署 署長・警視正） - 井田國彦
- 松田啓介（黒土経済研究所 職員・ビルズローン 社長） - 柄沢次郎
- 山路敏夫 - 三浦英明
- 間宮由佳（クラブ「蝶々」オーナー・山路の元交際相手） - 西本はるか
- 山路サヨ（山路の祖母） - 阿部百合子
- 村田ユリ子（山路と由香の同級生） - 山本祐梨子
- リポーター - 荒木真有美
- ホステス - 奏谷ひろみ
- 松田（松田の娘） - 秋庭伶香
- 米山雪子（米山の妻） - 中村たつ
- タクシー会社の所長 - 中寛三
- 織田昇（前科3犯） - 伊東達広
- 刑事 - 星野元信
- 米山泰三（タクシードライバー） - 坂本大地
- 熊代（黒土の部下） - 金井茂
- 土橋（神奈川県警察 刑事） - 才木清英
- 刑事 - 斉藤幸治
- アパートの管理人 - 倉田秀人
- 土橋の部下 - 小橋正佳
- 広瀬和宏の元上司 - 立花一男
- 飯塚（ビルズローン 専務） - 中吉卓郎
- 黒土道尚（黒土経済研究所 所長） - 勝部演之

第2作「大都会の死角！ガラスの密室で起きた不可能犯罪!?」（2012年）
- 北前友美（雫出版「FRESH」編集部員） - 佐藤藍子
- 七条孝文（元中学の理科教師） - 中野誠也
- 豊崎寿々（クラブのホステス・「コーポカトレア」一号室の入居者） - 小澤英恵
- 立野恭一（旅行代理店「サンライズツーリスト」社員） - 谷部央年
- 豊崎俊也（寿々の兄・クラブ「花壇」ボーイ） - 松本博之
- 北前真司（友美の兄・司法試験受験生・「コーポカトレア」四号室の入居者） - 脇田康弘
- 七条由香（孝文の娘・娼婦・「コーポカトレア」五号室の入居者） - 小澤木の実
- 鵜飼輝久（麗子の父・三立創業 社長） - 伊東達広
- 新庄（幹事長） - 川口啓史
- クラブ「花壇」ママ - 坪井木の実
- 高田（サンライズツーリスト 重役） - 矢野和朗
- 大川（サンライズツーリスト 重役） - 舟田走
- 居酒屋女将 - 清水直子
- ウェイトレス - 鮎原せり
- ヤミ金「ダリア」従業員 - 才木清英
- 福田（雫出版「FRESH」編集部員） - 福田健二
- 鵜飼麗子（モデル・立野の婚約者） - 山本祐梨子
- 大森（警視庁捜査一課七係 刑事） - 加藤佳男
- 篠塚（警視庁捜査一課 課長） - 河野正明
- 石上秀夫（警視庁鑑識員） - 蔵本康文
- 日高ゆりあ

第3作「死刑台の舞踏 連続殺人現場に残された謎のメモ!? 正義の基準とは何か」（2012年）
- 篠原健介（バー「Justice」マスター・元新聞記者） - 羽場裕一 
- 水沼純子（弁護士・広瀬和宏の高校時代の同級生） - 渡辺典子（高校生：佐藤栞菜）
- 伊武（静岡沼津城東高等学校 元教師） - 小笠原良知
- 浅木昭子（浅木の妻） - 早野ゆかり
- 安田（浜口家の家政婦） - 佐藤あかり
- 刑事部長 - 中寛三
- 桜塚徹（浜口の秘書） - 夏原遼
- 長野県警本部 警視官 - 柚原旬
- 雨宮（長野県警） - 斉藤淳
- 長野県警 - 矢幡晃一
- 浅木（3年前病死） - 矢野和朗（高校生：堀越光貴）
- 勝俣茂久（調査会社社長・広瀬和宏の高校時代の同級生） - 紺野相龍
- 射場弘（建材会社社長・広瀬和宏の高校時代の同級生） - 小林茂樹
- 丸亀弘毅（暴力団「銀竜会」構成員） - 保科光志
- 内田智明（暴力団「銀竜会」構成員） - 濱崎晋丞
- 篠原由美子（健介の妻・5年前 交通事故死） - 田山ゆき
- 浜口正吾（参議院議員・広瀬和宏の高校時代の同級生） - 今井雅之
- 西原靖（無職・広瀬和宏の高校時代の同級生） - 金山一彦（高校生：宇丘匡志）
- 安田和也（安田の息子） - 多田きらり

第4作「誇り〜宝石強盗殺人！正義の殉職!? 復讐を誓う黙祷の美女の正体を暴け」（2012年）
- 時岡真美（椎谷の婚約者・花屋「リリアムフローレ」店員） - 小松彩夏
- 椎谷雅樹（警視庁捜査一課三係 刑事・河本美奈代の甥） - 金子貴俊
- 篠原弥生（宝石店「ブルージョ」店長） - 原久美子
- 草香俊也（宝石店「ブルージョ」店員） - 渡辺聡
- 飯塚虎之助（警視庁捜査一課四係 刑事） - 山本龍二
- 時岡基治（暴力団「白龍会」組長・真美の父） - 石山輝夫
- 薬師寺正明（暴力団「白龍会」組員・桑名の同郷） - 瀬戸陽一朗
- 桑名勝（無職） - 有薗芳記
- 篠原篤男（弥生の夫・宝石店「ブルージョ」オーナー） - 島田順司
- 草香光恵（草香の妻） - 荒木真有美
- 時岡芳子（時岡の妻・真美の母） - 青山眉子
- 椎谷睦美（椎谷の母・河本美奈代の姉） - 斉藤深雪
- 宮田治（警視庁刑事部長） - 大和田伸也
- 大場直秀（参議院議員） - 堀内正美
- 中原（警視庁鑑識員） - 小林親弘
- 島本（宝石店「ブルージョ」店員） - 宮川崇
- 藤田晴美（宝石店「ブルージョ」店員） - 原絵里
- 刑事 - 松島圭二郎
- 鬼頭竜次（指名手配中の容疑者） - 岡けんじ
- 大野（暴力団「白龍会」構成員） - 麻倉じゅん
- 人事担当者 - 嶋本勝博
- アナウンサー - 魚住咲恵
- 草香拓也（草香と光恵の息子） - 多田ここと

第5作「人間の十字架 疑惑の殺人に泣く女！華麗なセレブの秘密と不在証明の謎 辞職覚悟の逆転逮捕」（2013年）
- 木目田由紀子（広瀬晴香の妹・北欧インテリアのインテリアコーディネーター） - 酒井美紀
- 松川武彦（マツブ物産 専務） - 金子昇
- 大橋冴子（大橋の娘・松川の婚約者） - 安藤聖
- 寺尾昭一（ジャーナリスト） - 土屋裕一
- 篠沢幹夫（ホスト） - 伊藤毅
- 大橋平太郎（三光財閥 総帥） - 伊東達広
- 多田（世田谷南警察署 刑事） - 林宏和
- 上原晋作（上原美容整形外科 院長） - 武正忠明
- 「北欧インテリア」店長 - まいど豊
- バーの店長 - 林和義
- マンション「シティメゾン浦安」管理人 - 塚本幸男
- 広瀬晴香（広瀬和宏の妻・故人） - 田野聖子
- 渡辺明子（渡辺勉の娘） - 河村若菜
- 松川の秘書 - 水谷理砂
- レストラン支配人 - 佐藤裕
- 店主 - ちょーすけ
- 医師 - 田中美央
- 宮内健作（不良グループのメンバー） - 木村勇太
- 咲田道治（会社員・10月26日 ひき逃げされ死亡） - 永井裕久
- アナウンサー - 魚住咲恵

第6作「愛憎の凶弾」（2013年）
- 妹尾恭子（club「琉苑」ママ・元警視庁組織犯罪対策四課 警部補） - 国生さゆり
- 津雲洋右（ホームレス・元中学の国語教師） - 不破万作
- 天野竜郎（警視庁赤羽四丁目交番 巡査・田無の元同僚） - 林泰文
- 曽根崎元哉（帝和物産 社員） - 遠藤要
- ホームレスA - 斎藤清六
- 児島亘（横浜刑務所 元服役囚） - 夏原諒
- 脇村益臣（警視庁総務部情報管理課 警部補） - 関口晴雄
- 田無時夫（新日暮里北警察署 元巡査部長・10年前死亡） - 宮川崇
- 暴力団「龍門会」会長 - 古井榮一
- 暴力団「龍門会」組員 - 辞本直樹
- CLUB「グレイシア」従業員 - 森尻斗南
- 吉田（「ルアースマンション」1012号室の入居者） - 石川ゆうや
- 横浜刑務所 刑務官 - 比佐一平
- 津雲の元同僚 - 八柳豪
- club「琉苑」ホステス - 野上綾花
- 甲斐谷光春（警視庁刑事部長・警視正） - 小野武彦

第7作「余命の復讐 疑惑の転落死！猫の遺伝子が導く20年前の黒い真相…警察が陥った完落ちの罠！」（2014年）
- 松崎典子（老人保護施設「福寿苑」介護福祉士） - 中山忍（中学生：熊倉結菜）
- 宮地貞夫（宮地の息子・旭ヶ丘市役所建設課 職員） - 須田邦裕（中学生：隆之介）
- 植村サト（老人保護施設「福寿苑」入園者・元助産師） - 岩崎加根子
- 野沢真須美（飲食チェーン店「ハングリークラブ」社長） - 坪井木の実
- 鑑識員 - 脇田康弘
- 白石義三（太陽土建 社長） - 菅田俊
- 旅館「水香園」女将 - 和泉ちぬ
- 龍崎大輔（銀龍商事 社長） - 四方堂亘
- 警視庁旭ヶ丘警察署 刑事課長 - 小浜正寛
- 白石貴美枝（白石の妻） - ひがし由貴
- たばこ屋 - 来路史圃
- 池貝晴海（池貝の妻・故人） - 川田希
- ホテルのフロント係 - 長島琢磨
- 地検特捜部 - 川口啓史
- 谷岡誠一（老人保護施設「福寿苑」所長） - 小橋川よしと
- 警視庁旭ヶ丘警察署 巡査 - 村本明久
- オパール共和国からの使者 - 桐生コウジ
- 宮地康生（旭ヶ丘市役所建設課 元課長補佐・20年前死亡） - 永井裕久
- 池貝和彦（元救急救命士・20年前死亡） - 浜田大介
- 銀龍商事 構成員 - 保科光志
- 細川宗則（衆議院議員・元市議会議員） - 相島一之

第8作「〜悪魔の凶笑〜警察震撼！170万分の1の偶然が生んだ連続殺人!? 絶望の果てに見た悲しき冤罪」（2014年）
- 若槻衛（警視庁科学捜査研究所 所長・戸上の元部下） - 小木茂光
- 佐田与志之（個人投資家） - 加藤虎ノ介
- 戸上典保（警視庁科学捜査研究所 前所長・那須恵一の戦友） - 中野誠也
- 早川憲太郎（現代ジャーナルの記者） - 信太昌之
- 逢沢志織（警視庁科学捜査研究所 研究員） - 佐藤みゆき
- 諌山亮平（立川南警察署 元刑事） - 浜田晃
- 東海林幹生（運送会社社員） - 中村靖日
- 元村忠勝（警察庁刑事局長） - 中丸新将
- 小清水斉樹（20年前の立川事件の容疑者） - 若尾哲平
- 椎名凌（情報屋・ディアナ工業 元社員） - 楠美聖寿
- ウェイトレス - 亀谷さやか

第9作「愛憎の幻想曲に秘めた暗号！演奏中の完全犯罪!?」（2015年）
- 高林久恵（ピアニスト） - とよた真帆
- 森島只仁（オーボエ奏者） - 佐戸井けん太
- 杉崎哲（音楽プロデューサー） - 大浦龍宇一
- 三浦和也（久恵の元内縁の夫） - 戸田昌宏
- 後藤英治（クラリネット奏者） - 駒木根隆介
- 麻生菜々美（久恵のマネジャー） - 川村ゆきえ
- 三浦由妃（フルート奏者・久恵と三浦の娘） - 池田早紀（幼児期：浅見朱俐 / 5歳：込山翔愛）
- 緋野まどか（森島の妻・女優） - 田中美奈子
- リポーター - 魚住咲恵、栁澤友規
- ピアノ演奏者 - 畑野菜々

## スタッフ
- 脚本 - 土屋保文（第1作 - 第4作・第7作）、小久保利己（第5作）、入江信吾（第6作・第8作 - ）
- 監督 - 杉村六郎（第1作）、吉川一義（第2作・第4作 - 第6作）、藤嘉行（第3作）、伊藤寿浩（第7作 - ）
- 制作協力 - 国際放映（第1作）
- 制作 - テレビ東京、BSジャパン、俳優座

## 放送日程
| 話数 | 放送日        | サブタイトル                                                                           | 原作                            | 脚本                | 監督     | 視聴率 |
| ---- | ------------- | -------------------------------------------------------------------------------------- | ------------------------------- | ------------------- | -------- | ------ |
| 1    | 2008年7月16日 | 顔のない死体！クラブママが手に入れた1億円の謎!! 同級生殺人に浮かぶ影・10年後の目撃者!? | 「誇りある被害者」 「腐蝕花壇」 | 土屋保文            | 杉村六郎 | 11.5%  |
| 2    | 2012年1月04日 | 大都会の死角！ガラスの密室で起きた不可能犯罪!?                                         | 「ガラスの密室」                | 土屋保文            | 吉川一義 | 08.8%  |
| 3    | 5月23日       | 死刑台の舞踏 連続殺人現場に残された謎のメモ!? 正義の基準とは何か                       | 「死刑台の舞踏」                | 土屋保文            | 藤嘉行   | 10.5%  |
| 4    | 10月31日      | 誇り〜宝石強盗殺人！正義の殉職!? 復讐を誓う黙祷の美女の正体を暴け                      | 「喪失」                        | 土屋保文            | 吉川一義 | 05.5%  |
| 5    | 2013年2月13日 | 人間の十字架 疑惑の殺人に泣く女！ 華麗なセレブの秘密と不在証明の謎 辞職覚悟の逆転逮捕  | 「人間の十字架」                | 土屋保文 小久保利己 | 吉川一義 | 07.8%  |
| 6    | 10月09日      | 愛憎の凶弾                                                                             | 「単位の情熱」                  | 入江信吾            | 吉川一義 | 11.6%  |
| 7    | 2014年4月09日 | 余命の復讐 疑惑の転落死！ 猫の遺伝子が導く20年前の黒い真相…警察が陥った完落ちの罠！    | 「殺意の複製」 「余命の正義」   | 土屋保文            | 伊藤寿浩 | 08.6%  |
| 8    | 10月22日      | 〜悪魔の凶笑〜警察震撼！170万分の1の偶然が生んだ連続殺人!? 絶望の果てに見た悲しき冤罪  | 「人間の天敵」                  | 入江信吾            | 伊藤寿浩 |        |
| 9    | 2015年7月08日 | 愛憎の幻想曲に秘めた暗号！演奏中の完全犯罪!?                                           | 「捜査線上のアリア」            | 入江信吾            | 伊藤寿浩 |        |

- 視聴率はビデオリサーチ調べ、関東地区・世帯